# 韓国の中華料理
韓国の中華料理（かんこくのちゅうかりょうり、ハングル：한국식 중화요리, 漢字表記：韓國式中華料理）は、中華料理を基にして、韓国固有の食材を用いて韓国人の味覚に合うように変化した「韓国式の中華料理」のことである。
朝鮮半島は中国と隣接しているうえに朝貢国であったという事や小中華思想等の歴史的理由も相俟って中華圏文化が色濃く残っている。韓国式中華料理と呼ばれているものや伝統的な韓国（朝鮮）料理は中国北部、特に山東料理の影響を受けている。
ただし韓国式中華料理店には、日本統治時代から近年におよぶ日本からの影響で日本料理風のメニューも少なからず存在し、この影響は韓国国内の他の料理にも見られる。
韓国でチャジャンミョン（ハングル：짜장면, 漢字表記：炸醬麵）は代表的な出前料理だが、中華料理店では全てのメニューが出前可能な場合が多い。

## 歴史

### 朝鮮半島における中華料理店の出現
李氏朝鮮時代の朝鮮半島では商業が発達せず、外食産業も微々たるものだった。当時存在した飲食店は酒幕（チュマク、ハングル：주막) という施設で、旅行者、あるいは負褓商(ふほしょう)と呼ばれる行商人に寝床と飲食を提供するのが目的だった。
しかし、鎖国状態だった朝鮮が1876年に海外への門戸を開いて以降、本格的な外食産業が登場し、中でも多数を占めたのが中華料理店であった。その頃の中華料理店は、現在の韓国で中華屋（ハングル：중국집）と呼ばれる大衆的な食堂とは異なり、本格的な中華料理を供するもので、利用者は必然的に富裕層であった。当時の中華料理店は、朝鮮半島では珍しい2階建ての建築が普通であり、1階にはホール、2階に客室が設置されていた。また、酒の接待をする妓生（キーセン　ハングル：기생, または ハングル：기녀, 漢字表記：妓女）を常駐させた店もあった。日本統治時代の京城府（現在のソウル）の「雅叙園」（ハングル：아서원）、「金谷園」（ハングル：금곡원）、「大観園」（ハングル：대관원）、「四海楼」（ハングル：사해루）のような中華料理店は、富裕な日本人と朝鮮人のみが頻繁に利用できる最高級の料理店であった。当時は中華料理というよりは「清料理」（ハングル：청요리）と呼ばれていた。

### 韓国の政治と中華料理
日本の敗戦から朝鮮戦争を経て、1950年代から1960年代にかけての大韓民国では、上記のような中華料理店は政治家らによる密室政治の舞台となった。中華料理店が政治的に利用されるようになった理由は保安維持のためであった。コース内で料理が一品ずつ供される中華料理店は、料理が運ばれる前に長時間の対談を適度に区切ることができる上、食事場所も一間の部屋として独立していることから、対談内容が外部に漏れる危険も少なかったのである。
この頃有名になった中華料理店には、ソウルの「雅叙園」、「泰和館」（ハングル：태화관）、「大麗都」（ハングル：대려도）、「中華飯店」（ハングル：중화반점）、仁川広域市の「共和春」（ハングル：공화춘）等がある。

## 韓国式中華料理の誕生
現在、大衆的に人気があるチャジャンミョンやチャンポン等の韓国式中華料理の大部分は、華人によりチャイナタウンが営まれていた仁川広域市で生まれたものである。朴正煕政権は、通貨改革と外国人の土地所有禁止策を通じ、華人の経済力を弱体化させたため、多くの華人が韓国を離れたほか、残った者達が運営できる生業も外食産業に限られた。
1960年代から1970年代にかけ、政府が粉食を奨励すると、比較的調理時間が短い中華料理は時代の要請にも合致して大衆的な外食料理として定着した。大衆的な中華料理店も急増し、現在の中華料理店は華人ではなく、韓国人の所有、運営によるものがほとんどとなっている。
今日、大韓民国の多くの中華料理店で、最もよく供されている品目には以下のようなものがある。
- チャジャンミョン（漢字表記：炸醬麵、ハングル：짜장면）: 韓国式の炸醤麺。野菜や食肉、甜麺醤、サラダ油を混ぜて作った肉みそと、小麦粉で作った麺を混ぜて食べる料理。
- チャンポン（ハングル：짬뽕）：ラー油とタマネギで風味付けをし、唐辛子で辛くしたスープに、小麦粉で作った麺が入った料理。福建料理を日本の長崎県で郷土料理（長崎ちゃんぽん）に変化したものが日帝時代の朝鮮半島に伝わったもの。
- タンスユク（漢字表記：糖醋肉、ハングル：탕수육）：豚肉等に小麦粉をまぶして揚げたものに甘いソースをかけて食べる料理。日本の酢豚と同じもの。
- マンドゥ（漢字表記：饅頭、ハングル：만두）:日本の餃子と同じものだが、標準的なものは平たい円柱形をしている。水餃子と同じものに、「ムルマンドゥ」（물만두）もある。
- ウドン（ハングル：우동）：うどんは太めの麺が特徴であるが、韓国の中華料理店で供されるうどんは、うどん麺を使用するところは本場日本のものと同じだが、上記のチャンポンと全く同じ辛めの味付けと具材となっていることから、チャンポンの派生料理でもある。
- ウルミョン（ハングル：울면）：細かく刻んだ野菜、魚介類の入ったとろみのあるスープに、小麦粉で作った麺が入った料理。中国のウェールーミェン（wēnlŭmiàn, 溫滷麵）がルーツである[2]。
- チャムジャミョン（ハングル：짬짜면）　：韓国の中華料理店ではチャンポンとチャジャンミョンが主要メニューであり、双方の料理が二つに窪んだ食器に入っている料理のこと。少なめの量のため、チャンポンとチャジャンミョンを一緒に頼むのよりも安価である。歴史が浅いため、一部の中華料理店では提供されていない。

## 副菜
韓国の中華料理店には、他の国の店では普通供されない副菜があるのが特徴となっている。韓国の中華料理店で一般的に供される代表的な副菜には沢庵漬け、甜麺醤に浸けて食べるタマネギ、キムチがある。

## 参考
- KOREANYORI.com(co.kr)
- 주영하, 음식전쟁 문화전쟁 128쪽, 2000년, 사계절
- (東京外国語大学のウェブサイト)

## 画像

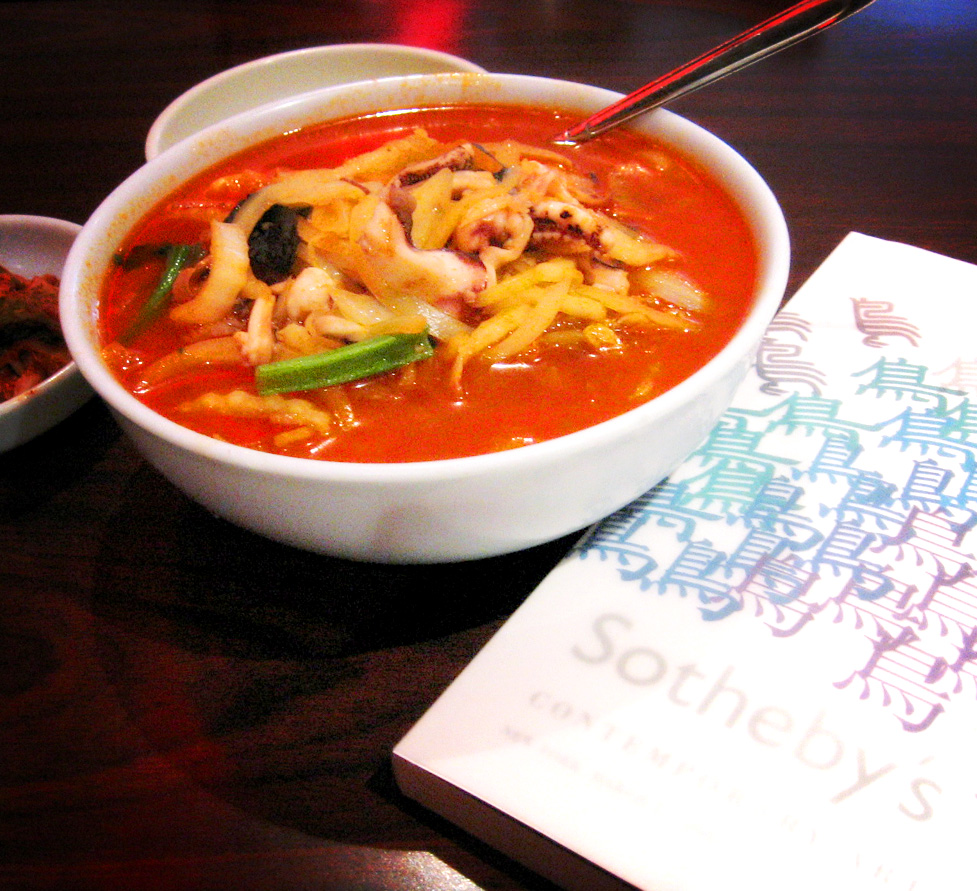
韓国のちゃんぽん
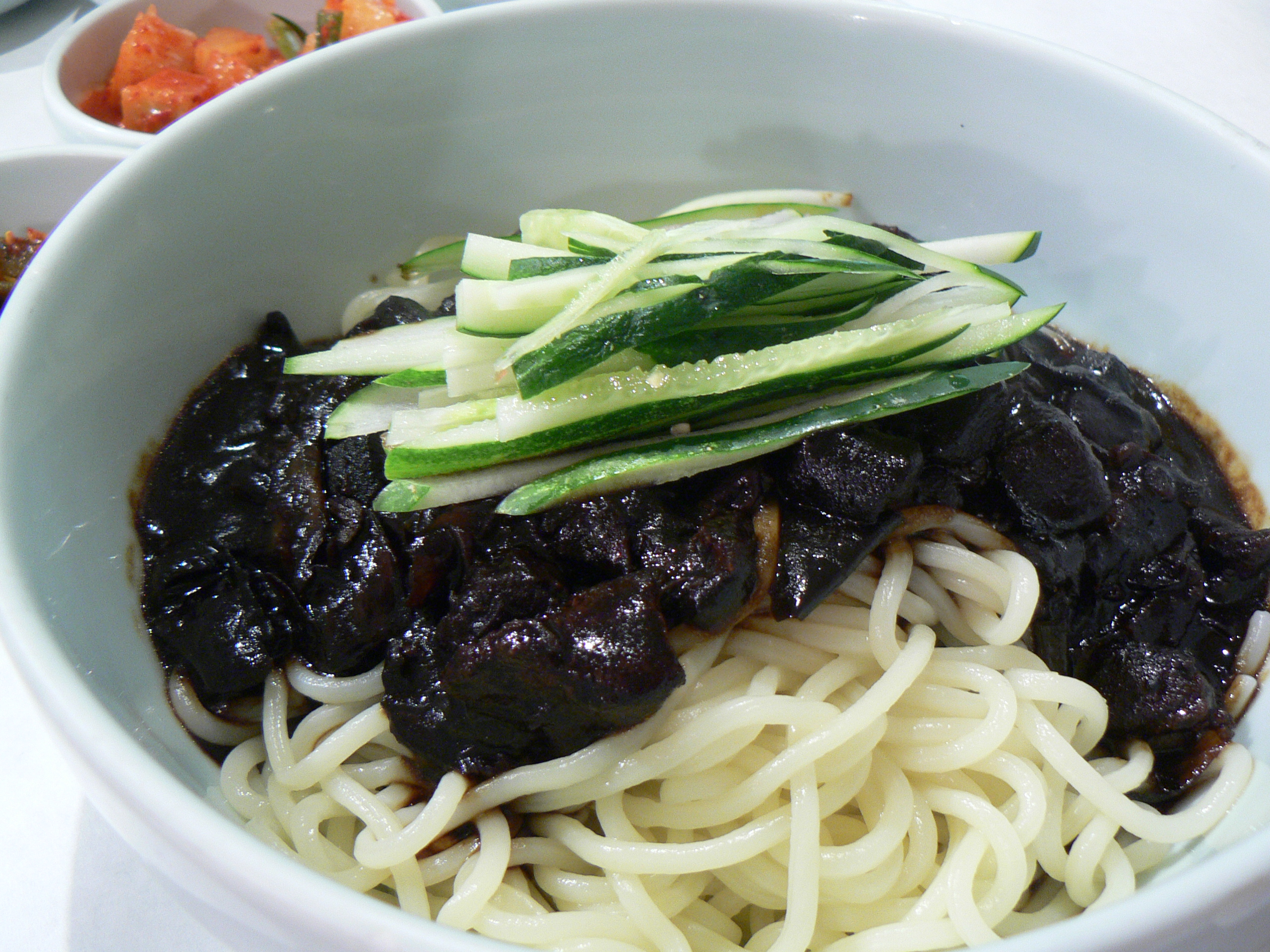
チャジャンミョン
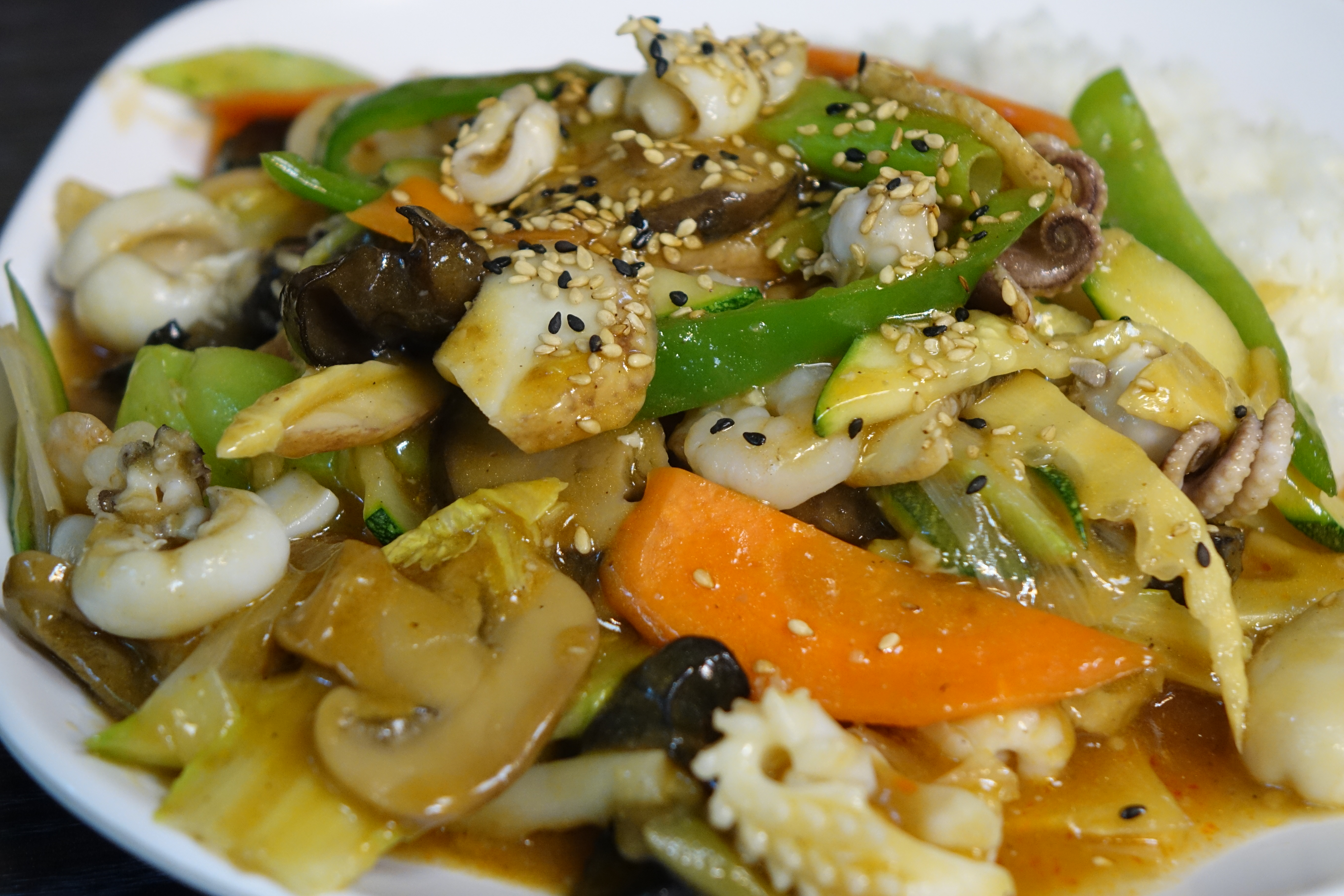
溜三糸(ユサンスル　유산슬)、肉、海産物、野菜の醤油炒め